# Świszczów
Świszczów (ukr. Свищів) – wieś na Ukrainie, w rejonie młynowskim obwodu rówieńskiego.
W 2001 roku liczyła 202 mieszkańców.